# Acanthopharynx brachycapitata
Acanthopharynx brachycapitata är en rundmaskart som först beskrevs av Allgen 1947.  Acanthopharynx brachycapitata ingår i släktet Acanthopharynx och familjen Desmodoridae. Inga underarter finns listade i Catalogue of Life.